# Saor Uladh

Saor Uladh est une organisation paramilitaire nord-irlandaise qui a eu une courte durée de vie dans les années 1950. Le nom de l’organisation est en langue irlandaise et signifie Free Ulster (français : Ulster Libre).
Considéré comme un groupe dissident de l’Armée républicaine irlandaise, il se forme en 1953 dans le Comté de Tyrone sous l’impulsion de Liam Kelly et Phil O'Donnell. Kelly a été expulsé en 1951 de l’IRA pour avoir réalisé un raid non autorisé dans la ville de Derry. Il crée donc son propre groupe en recrutant parmi ses anciens collègues. Le nouveau groupe commence par opérer quelques vols à main armée. En 1954, se forme parallèlement à Saor Uladh une aile politique Fianna Uladh. La même année, Kelly est élu au Seanad Éireann essentiellement grâce aux efforts déployés par Sean McBride et à la volonté du groupe de maintenir des liens étroits avec Clann na Poblachta.
De manière totalement inhabituelle pour un groupe républicain, Saor Uladh reconnait la légitimité de la Constitution de l'Irlande et le Dáil Éireann.
En 1955 Saor Uladh est impliqué dans une attaque contre une caserne du Royal Ulster Constabulary à Rosslea dans le Comté de Fermanagh, attaque au cours de laquelle Connie Green, un membre du groupe est mortellement blessé,. Le 11 novembre 1956 Saor Uladh et des membres dissidents de l’IRA de Dublin détruisent à la bombe six postes de douane le long de la frontière nord-irlandaise et en mai 1957 le groupe fait sauter avec du plastic l’écluse du Newry Canal. Le groupe est armé grâce à des contacts de Kelly aux États-Unis. Il acquiert ainsi non seulement des armes de poing et de l’explosif, mais aussi des armes anti-char . En dépit de cet arsenal potentiellement vaste, le Saor Uladh se limite à des attaques contre des casernes et au bombardement de ponts et de postes de douanes.
Saor Uladh est étroitement associé à la branche révisionniste, gauchiste du parti du Clann na Poblachta alors membre de la coalition de gouvernement à Dublin même si aucun lien formel n’a jamais été établi. Sa revendication principale est le remplacement du Parlement d’Irlande du Nord par un Dail Uladh regroupant les neuf comtés d’Ulster afin de déterminer l’avenir du nord de l’Irlande.
Saor Uladh est principalement présent dans le Comté de Tyrone. L’IRA est alors plus ou moins obligé de tolérer la présence du groupe dissident à cause de la popularité de Kelly. Au commencement de la campagne de l’IRA sur la frontière nord-irlandaise, le groupe est réintégré dans l’IRA. Alors que douze membres de Saor Uladh sont arrêtés et internés au camp de Curragh en 1957, ils sont  délibérément rejetés par les membres de l’IRA internés avec eux.
Pendant sa brève existence, le Saor Uladh a vu deux de ses membres tués.